# ソナムロサル
ソナムロサル（英：Sonam  Lhosar）は、ネパールのタマン族による新年祭。冬至に続く2番目の新月に行われる。
年は干支12種類の動物（鼠、牛、寅、卯、竜、巳、馬、山羊/羊、猿、酉、犬、猪）に関連付けられている  。タマン語でソナムは農業と言う意味で、歴史的に祭りは作物を収穫した後に祝われている。
ソナムロサルで修道院やストゥーパで特別な儀式を行う。ソナムロサルでは、豚肉、鶏肉、羊肉、魚、甘いデザートが消費されている。
歴史的に、祭りは作物を収穫した後に祝われる。 

## 活動
人々は伝統的なドレスやジュエリーを身に着けて文化イベントに参加し、お互いに挨拶を交わす。